# Международная федерация дзюдо
Международная федерация дзюдо (англ. International Judo Federation, IJF) — руководящий орган дзюдо в мире.

## История
IJF была образована в июле 1951 года.Первоначально в IJF входили национальные федерации дзюдо стран Европы и Аргентины. В течение последующих десяти лет в Международную федерацию дзюдо вступили национальные организации четырёх континентов.
Штаб-квартира IJF находится в Будапеште, Венгрия.
IJF устанавливает правила соревнований по дзюдо и проводит континентальные и мировые чемпионаты. Международная федерация дзюдо также присваивает свои ранги, никак не связанные с рангами, которые присваивает Кодокан.
По состоянию на июнь 2010 года в состав IJF входит 198 национальных федераций дзюдо.

## Президенты IJF
- Альдо Торти (итал. Aldo Torti), Италия; 1951
- Рисэй Кано (яп. 嘉納 履正; сын Дзигоро Кано), Япония; 1952—1965
- Чарльз Палмер (англ. Charles Palmer), Великобритания; 1965—1979
- Сигеёси Мацумаэ (яп. 松前 重義), Япония; 1979—1987
- Саркис Калоглиан (исп. Sarkis Kaloghlian), Аргентина; 1987—1989
- Ларви Харгрейв (англ. Lawrie Hargrave), Новая Зеландия; 1989—1991
- Луис Багена (исп. Luis Baguena), Испания; 1991—1995
- Чон Сон Пак (кор. 朴容晟/박용성), Корея; 1995—2007
- Мариус Визер (Marius Vizer), Румыния, с 2007

Владимир Путин
До 26 февраля 2022 года  В.В. Путин являлся Почетным президентом IJF; 26 февраля IJF приостановила полномочия Путина в связи с вторжением России на Украину.